# Rezerwat przyrody Skałki Stoleckie

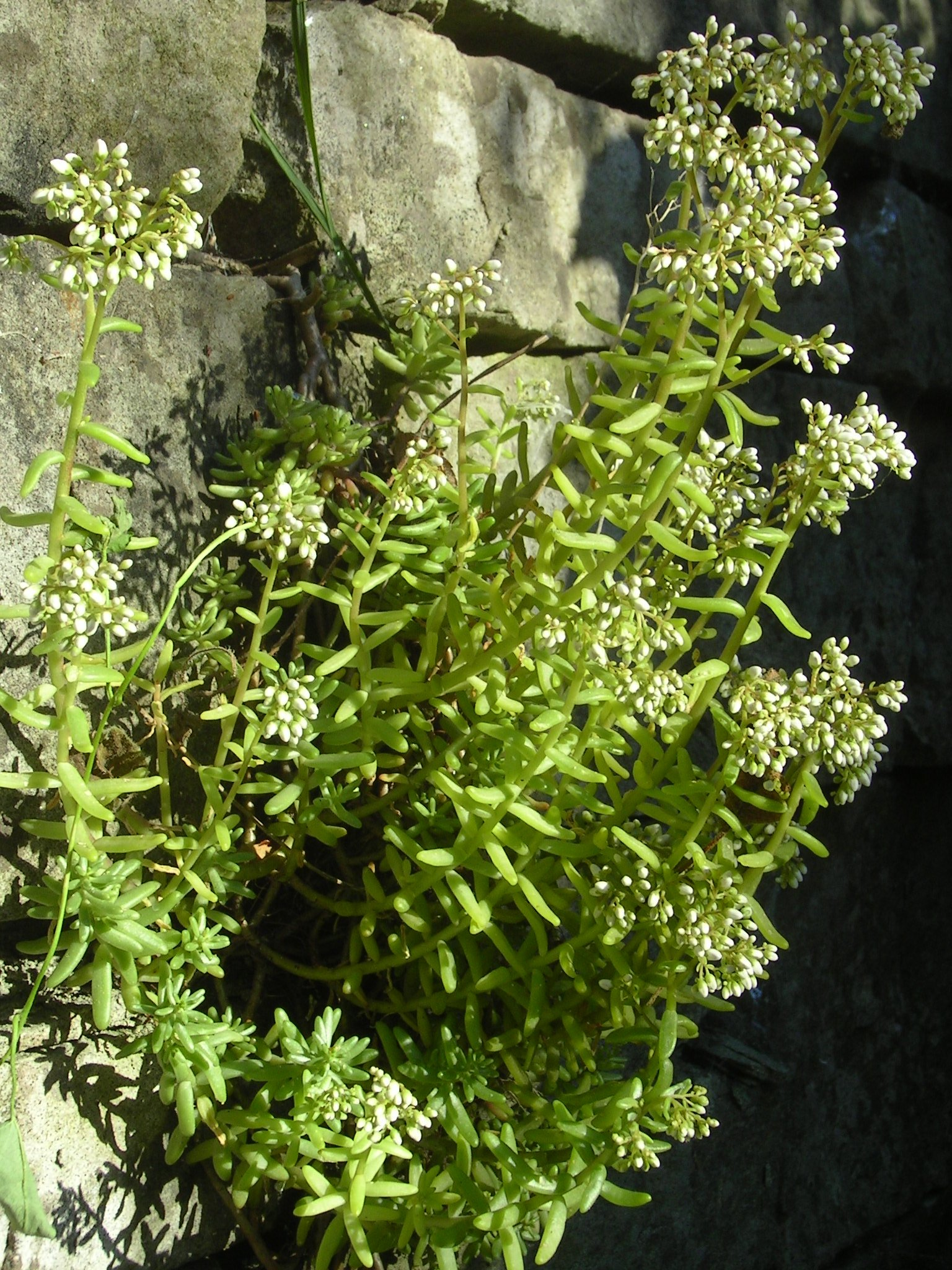
Zdziczały rozchodnik biały – gatunek mający stanowisko w rezerwacie

Rezerwat przyrody „Skałki Stoleckie” – faunistyczny rezerwat przyrody w południowo-zachodniej Polsce, na Wzgórzach Niemczańsko-Strzelińskich, na Przedgórzu Sudeckim, w woj. dolnośląskim.
Rezerwat położony jest w południowej części Wzgórz Niemczańskich, w zachodniej części Wysoczyzny Ziębickiej, we wsi Stolec, w gminie Ząbkowice Śląskie, około 4,4 km na wschód od Ząbkowic Śląskich. Leży na terenie Nadleśnictwa Henryków.

## Opis ogólny
Rezerwat przyrody „Skałki Stoleckie” znajduje się w nieczynnym, częściowo zalesionym kamieniołomie wapienia, na południowym stoku Góry Wapiennej (398 m n.p.m.), kilkaset metrów od zabudowań wsi Stolec. Zajmuje powierzchnię 2,03 ha.
Został utworzony w 1965 roku zarządzeniem Ministra Leśnictwa i Przemysłu Drzewnego (M.P. z 1965 r. nr 24, poz. 119) w celu zachowania jedynego w Polsce i najdalej wysuniętego na północ stanowiska czterech gatunków owadów charakterystycznych dla krajów śródziemnomorskich – obrostki murówki oraz trzech innych gatunków błonkówek: Andrena lepida Schenck, Stelis franconica Blüthg., Araba fastuosa Mg.
Obrostka murówka (pszczoła czarna) buduje gniazda z gliny na skale wapiennej. Z biegiem lat populacja tej pszczoły została zniszczona przez zanik jej bazy pokarmowej (m.in. wskutek zaorywania pobliskich łąk czy zalesianie), intensywne nawożenie upraw nawozami sztucznymi i chemicznymi środkami ochrony roślin oraz pozyskiwanie okazów tego gatunku do kolekcji. Już w 1984 roku nie udało się potwierdzić obecności tej pszczoły na terenie rezerwatu.
Obecnie za cel ochrony rezerwatu podaje się: „zachowanie ze względów naukowych i dydaktycznych dawnego kamieniołomu wraz z kserotermiczną entomofauną oraz siedliskami nietoperzy”.
Z drzew i krzewów występuje tutaj: dąb, brzoza brodawkowata, jarzębina, kruszyna pospolita, żarnowiec miotlasty, dzika róża, bez czarny, a wśród roślin naskalnych – unikatowy zdziczały rozchodnik biały.
Obszar rezerwatu objęty jest ochroną czynną.

## Natura 2000
W 2007 roku został zatwierdzony obszar Natura 2000 PLH020012 o tej samej nazwie co rezerwat, ale większej powierzchni 6,31 ha. W sztolniach i komorach podziemnych dawnej kopalni rud srebra i wapienia znajduje się jedno z najbogatszych stanowisk nietoperzy na Dolnym Śląsku, reprezentowanych tu przez 12 gatunków m.in. nocek orzęsiony, nocek duży, mopek zachodni, nocek Bechsteina, nocek Natterera. Wśród nich najliczniej występującym jest mopek zachodni. W lutym 2003 roku naliczono 261 osobników różnych gatunków.

## Turystyka
Przez rezerwat prowadzą szlaki turystyczne:
- – czarny fragment szlaku prowadzący ze Szklar, Wzgórza Dobrzenieckie, Stolec i dalej.
- – żółty szlak z Barda prowadzi przez Ząbkowice Śląskie do rezerwatu.